# Gaimardia
Gaimardia is een geslacht uit de familie Restionaceae. De soorten komen voor op het eiland Nieuw-Guinea, op Tasmanië, in Nieuw-Zeeland en in Zuid-Chili en op de Falklandeilanden.

## Soorten
- Gaimardia amblyphylla W.M.Curtis
- Gaimardia australis Gaudich.
- Gaimardia fitzgeraldii F.Muell. & Rodw.
- Gaimardia setacea Hook.f.